# Ветошко Володимир Богданович
Володимир Богданович Ветошко (нар. 16 квітня 1998, Городок, Львівська область) — український шахіст, міжнародний гросмейстер (2017).
Рейтинг Ело станом на грудень 2024 року — 2528 (454-й у світі, 26-й — в Україні).

## Життєпис
П'ятиразовий чемпіон України у різних вікових категоріях: до 8, 10 і 12 років.
Срібний призер чемпіонату Європи серед дітей до 10 років. У складі збірної України — бронзовий призер чемпіонату Європи 2016 серед юнаків до 18 років.
Починав грати під керівництвом ініціатора створення шахового осередку в Городку Миколи Матвієнка. Пізніше з юним шахістом працювали Володимир Мелешко, Володимир Грабінський і Михайло Олексієнко. Хобі: футбол і рибалка.
Закінчив Львівський національний університет ім. І. Франка (факультет міжнародних відносин). Виступає за клуб «Славія» (Кошиці) в Екстралізі Словаччини із шахів. У сезоні 2017/18 клуб посів останнє, 12-е місце в лізі, але Володимир став найкращим гравцем «Славії» за відсотком здобутих очок на своїй шахівниці (55,6 % на 3-й шахівниці).
Серед успіхів 2016 року:
- 4-е місце на міжнародному турнірі в Пардубіце, Чехія, Група А
- 2-е місце у Vienna Chess Open 2016, Група A
- 2-е місце в Albena chess festival A 2016 (Болгарія)

2017:
- 5-е місце в Albena chess festival (Болгарія)[6]
- 23-є місце на міжнародному турнірі в Пардубіце, Чехія, Група А[7]
- 1-е місце на меморіалі Варакомської (Польща)[8]